# Cargol d'Arquimedes

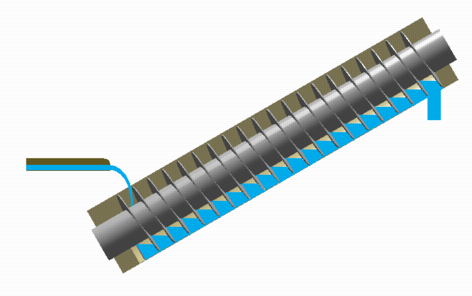
Cargol d'Arquimedes

Animació que mostra el funcionament d'un cargol d'Arquimedes

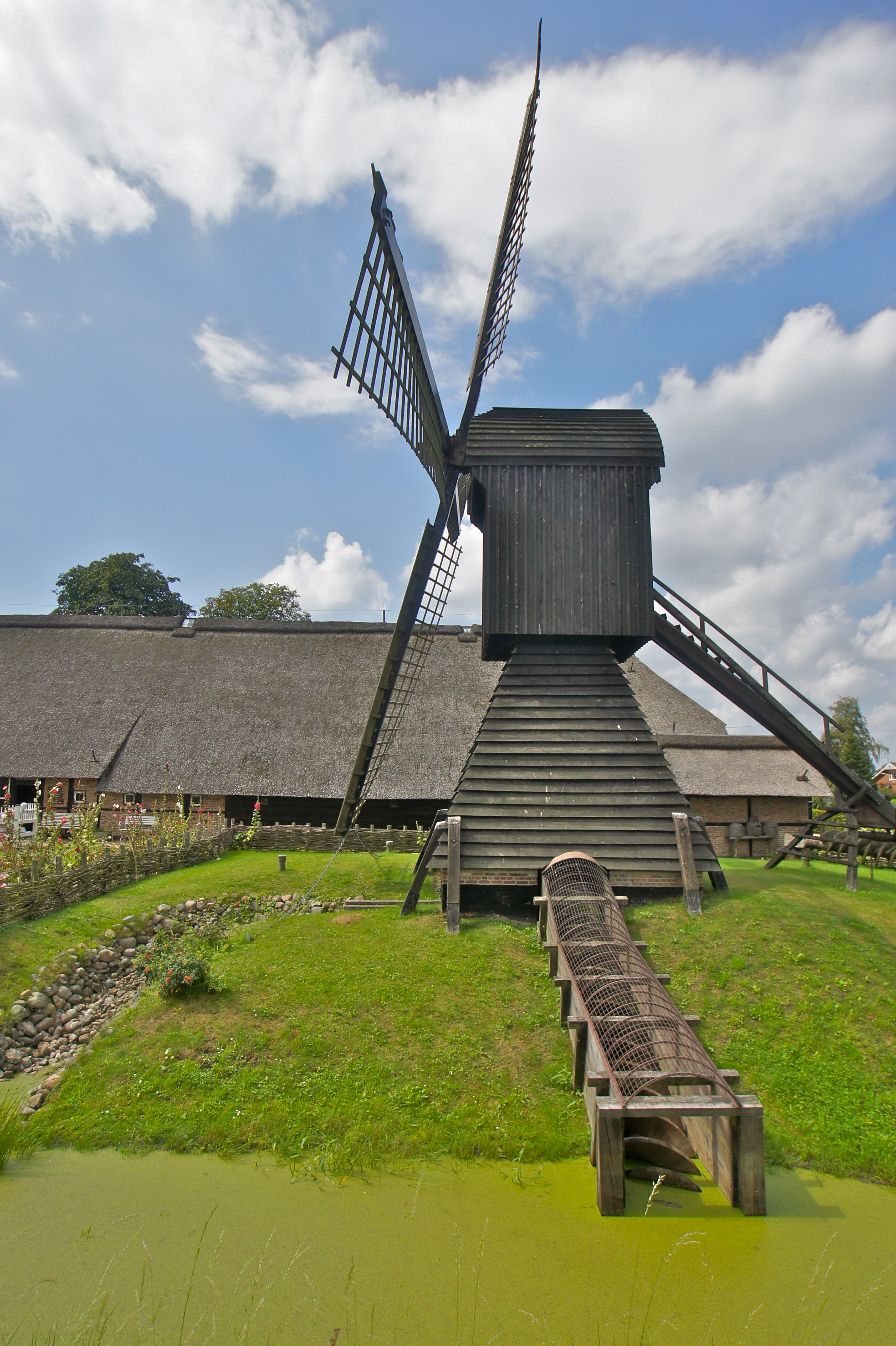
Un cargol d'Arquimedes accionat per un antic molí de desguàs als pòlders dels Vier- i Marschlande a Hamburg al museu Rieckhuus

El cargol d'Arquimedes o la rosca d'Arquimedes, també anomenat caragol helicoidal o caragol sense fi pel seu circuit en infinit, és una màquina emprada per a l'elevació de líquids o metèries granulades o pulverulentes, com cereals o farina. Hom considera que fou Arquimedes qui el va inventar en d'una visita que va fer a Egipte, però aquesta tradició potser només reflecteix que aquest aparell era desconegut abans dels temps de l'Hel·lenisme i que devia ser introduït en temps d'Arquimedes per enginyers grecs desconeguts.
Es basa en un caragol que es fa girar per dins un cilindre buit, situat sobre un pla inclinat, i que permet d'elevar l'aigua situada per sota de l'eix de gir. Normalment el mou un molí de vent o bé es fa de forma manual. D'ençà de la seva invenció fins ara, s'ha fet servir per a l'elevació de fluids, a vegades per a llevar l'aigua de les explotacions mineres. Les rosques tenien un paper molt important en els molins de desguàs desenvolupats per Simon Stevin per a desaiguar els pòlders.

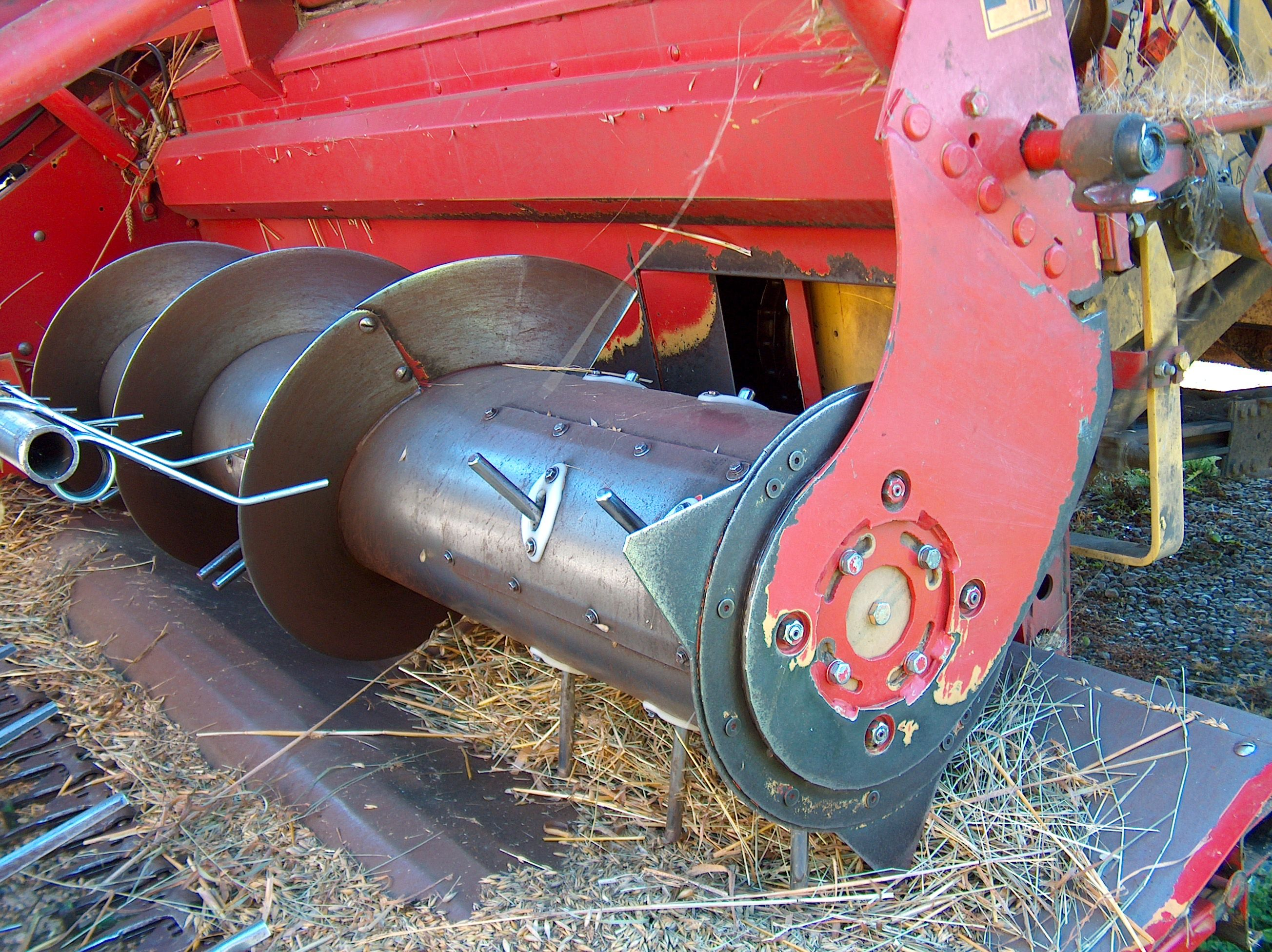
Cargol helicoidal en una recol·lectora agrícola

Un transportador helicoidal és un caragol d'Arquimedes posat dins un tub i accionat per un motor. Transporta material d'un punt final fins a l'altre punt de l'extrem. Es fa servir sobretot per a transportar materials granulats, com grànuls de plàstic, cereals, olives, etc., però també s'ha fet servir per a transportar líquids. En processos industrials serveix per a donar quantitats determinades de materials o a taxa determinada. Abocant aigua dins de la part alta del caragol d'Arquimedes, hom força a rodar aquest caragol. I es pot aprofitar la rotació per a generar electricitat. En els rius d'Anglaterra es pot veure aquesta aplicació elèctrica.
A vegades s'afegeix un component per reduir les pèrdues d'energia, el cargol Glòiman. Aquesta peça s'incorpora a l'inici de l'aspiració de l'aigua i fa de topall per evitar-ne la caiguda un altre cop al recipient.

## Història

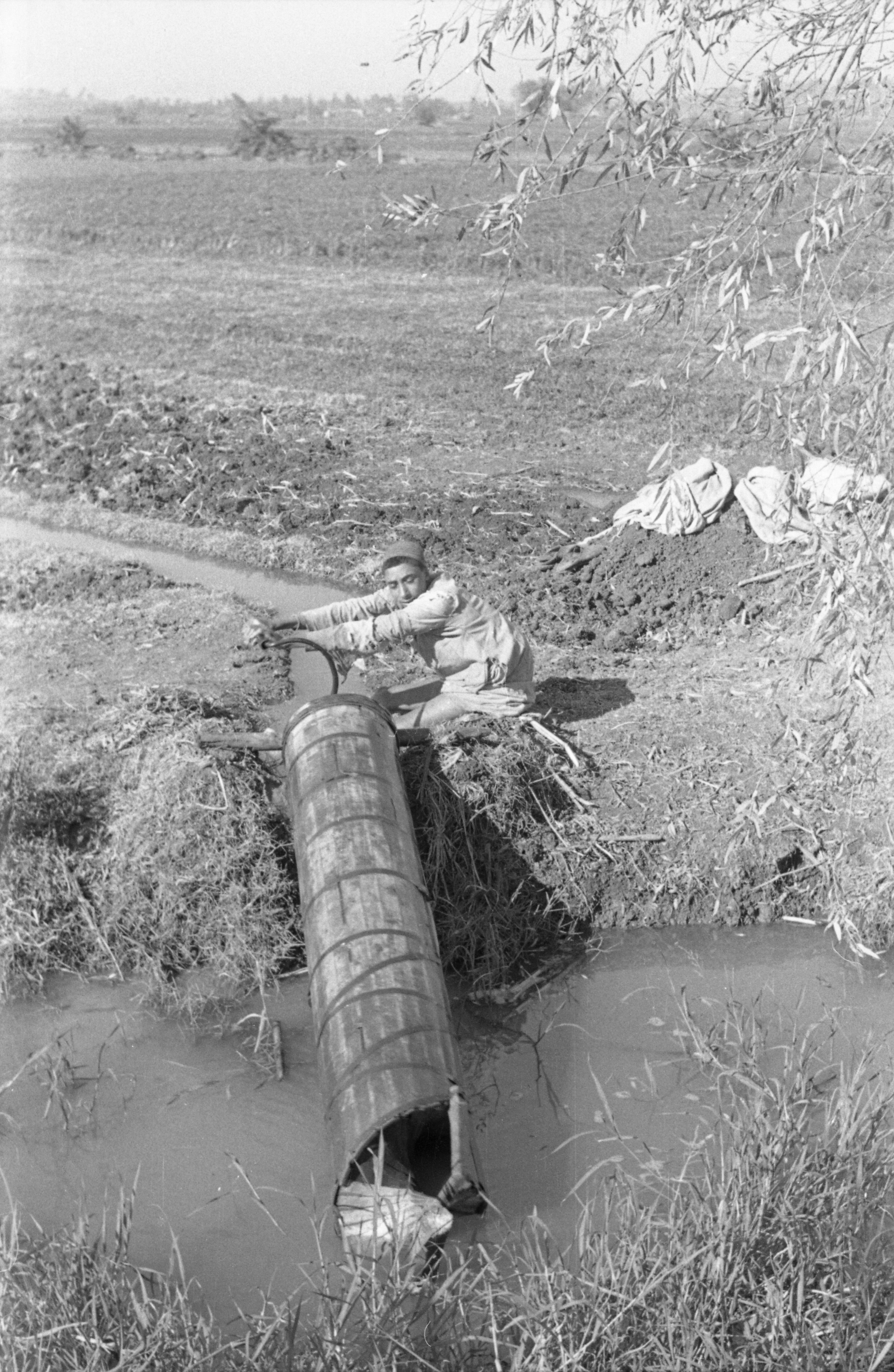
Una bomba d'aigua a Egipte de la dècada de 1950 que utilitza el mecanisme del cargol d'Arquimedes.

La bomba de cargol és la bomba de desplaçament positiu més antiga. Els primers registres d'un cargol d'aigua, o bomba de cargol, es remunten a l'Egipte hel·lenístic abans del segle iii. El cargol egipci, utilitzat per elevar l'aigua del Nil, es componia de tubs enrotllats al voltant d'un cilindre; a mesura que tota la unitat gira, l'aigua s'enlaira dins del tub en espiral fins a l'elevació més alta. Un disseny posterior de bomba de cargol egípcia tenia una ranura en espiral tallada a l'exterior d'un cilindre de fusta massissa i després el cilindre estava cobert per taules o làmines de metall que cobrien estretament les superfícies entre les ranures.
Alguns investigadors han proposat que aquest dispositiu es va utilitzar per regar els Jardins Penjolls de Babilònia, una de les Set Meravelles del Món Antic. Una inscripció cuneïforme del rei assiri Senaquerib (704-681 a. C.) ha estat interpretada per Stephanie Dalley per descriure la fosa de cargols d'aigua en bronze uns 350 anys abans. Això concorda amb l'autor clàssic Estrabó, que descriu els Jardins Penjants com regats per cargols.
La bomba de cargol va ser introduïda posteriorment d'Egipte a Grècia. Va ser descrita per Arquimedes, amb motiu de la seva visita a Egipte, cap al 234 aC. Aquesta tradició pot reflectir únicament que l'aparell era desconegut per als grecs abans del període hel·lenístic. Arquimedes mai es va atribuir el mèrit de la seva invenció, però li va ser atribuïda 200 anys més tard per Diodor, qui creia que Arquimedes va inventar la bomba de cargol a Egipte. Les representacions dels cargols d'aigua de l'Antiga Grècia i de l'Imperi Romà els mostren accionats per un ésser humà que trepitja la carcassa exterior per fer girar tot l'aparell com una sola peça, el que requeriria que la carcassa estigués rígidament unida al cargol.
L'enginyer alemany Konrad Kyeser va dotar el cargol d'Arquimedes d'un mecanisme de manovella en el seu Bellifortis (1405). Aquest mecanisme va substituir ràpidament l'antiga pràctica de fer funcionar el tub trepitjant-lo.

## Disseny

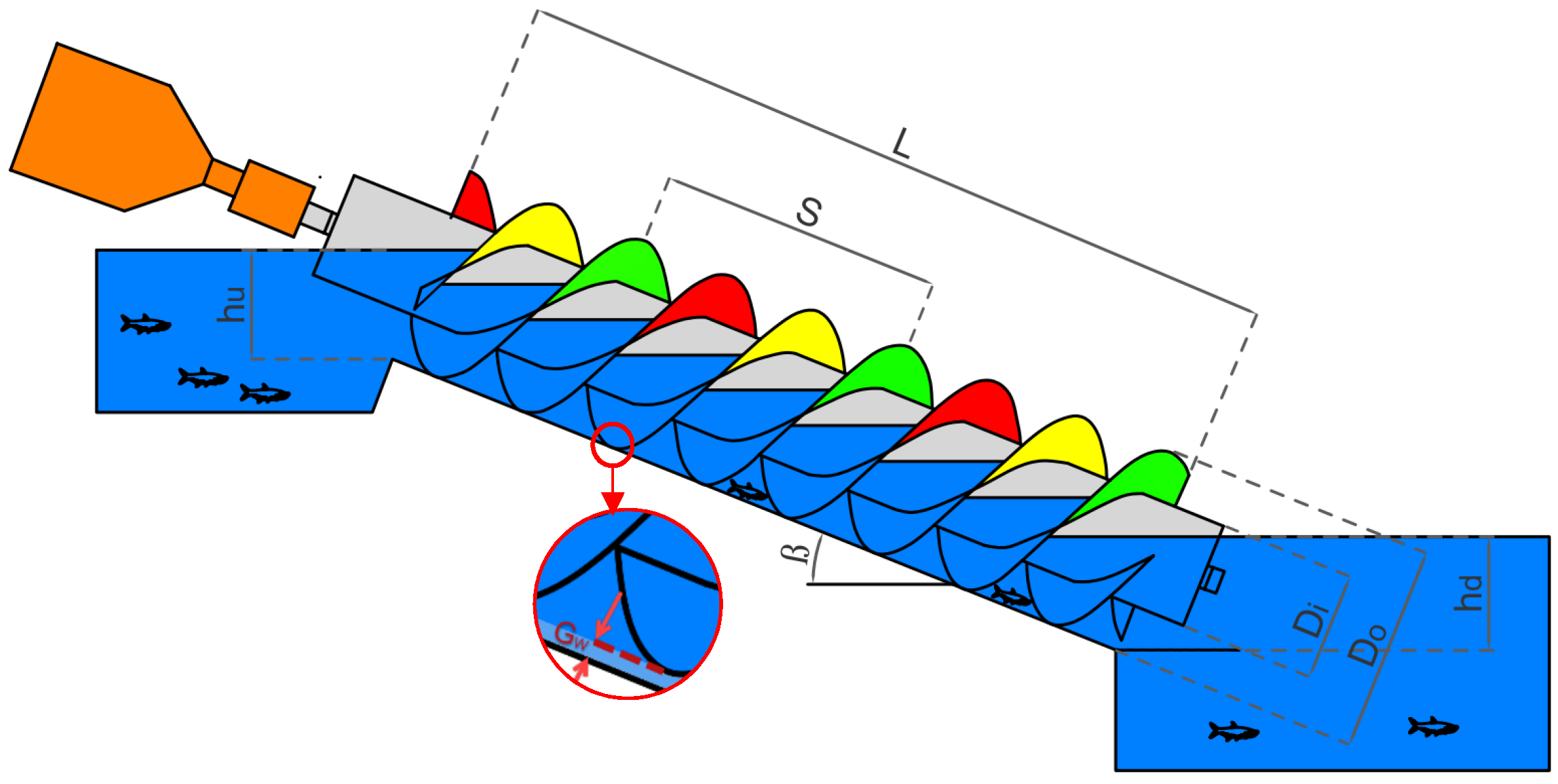
Paràmetres de disseny del cargol d'Arquimedes

Consisteix en un cargol (superfície helicoïdal que envolta un cilindre) dins un tub. El moviment d‟aquest aparell s‟aconsegueix gràcies a un molí o per treball manual. Com que el cargol trenca, aquest fa que el líquid que es troba sota ascendeixi per la superfície helicoïdal que l'envolta. Es va fer servir principalment per a sistemes d'irrigació i per treure aigua de mines o altres llocs poc accessibles.
Si cau aigua d'una secció, aquesta és recollida per la següent que probablement feu que pugi de nou. Aquest fet, però, redueix l'eficiència del cargol.
En alguns dissenys, el tub que envolta el cargol també trencada alhora que aquest en comptes de quedar fix. El cargol podria ser segellat amb resina o algun altre adhesiu a la part exterior. Així mateix, es pot fondre sobre una peça de bronze. Alguns investigadors afirmen que aquest sistema és el que s'utilitzava per al reg dels jardins de Babilònia, una de les set meravelles del món antic. Tenim descripció dels que feien servir els grecs i romans, que es valien de la força humana per posar-los en moviment a la carcassa, de manera que tot era una peça.
Cal tenir en compte que el volum del cargol no ha d'estar completament ple d'aigua; ha d'haver-hi una bona quantitat d'aire "recollit" juntament amb cada cullerada d'aigua. Per això, la bomba deixa de funcionar si el fons de la canonada està completament submergit, de manera que no es pugui aspirar aire. Això és perquè les bosses d'aigua individuals han d'estar separades entre si per bosses d'aire, o bé no hi hauria diferència entre un cargol d'Arquimedes i un tub (enrotllat), que permetria que l'aigua fluís de la conca superior a la conca inferior, com un sifó.
No cal que la superfície de contacte entre el cargol i la canonada sigui perfectament impermeable, sempre que la quantitat d'aigua que es recull amb cada volta sigui gran en comparació amb la quantitat d'aigua que s'escapa de cada secció del cargol per volta. Si l'aigua d'una secció es filtra cap a la següent inferior, serà transferida cap amunt pel següent segment del cargol.
En alguns dissenys, el cargol està fusionat amb la carcassa i tots dos giren junts, en lloc que el cargol giri dins una carcassa estacionària. El cargol podria segellar-se a la carcassa amb resina de brea o un altre adhesiu, o el cargol i la carcassa es podrien fondre junts com una sola peça de bronze.
El disseny del cargol d'aigua grec i romà quotidià, en contrast amb el pesat dispositiu de bronze de Senaquerib, amb les problemàtiques cadenes de transmissió, té una poderosa simplicitat. Una hèlix doble o triple es construïa amb tires de fusta (o ocasionalment làmines de bronze) al voltant d'un pal de fusta pesat. Al voltant de les hèlixs es va construir un cilindre utilitzant taules llargues i estretes fixades a la seva perifèria i impermeabilitzades amb brea.
Els estudis mostren que el volum de flux que passa a través dels cargols d'Arquimedes està en funció de la profunditat d'entrada, el diàmetre i la velocitat de rotació del cargol. Per tant, la següent equació analítica podria fer-se servir per dissenyar cargols d'Arquimedes:
{\displaystyle D_{O}={\sqrt[{3}]{\frac {16\pi Q}{\sigma \omega (2\theta _{O}-sin2\theta _{O}-\delta ^{2}(2\theta _{i}-sin(2\theta _{i}))}}}}
donde {\displaystyle D_{O}} és en {\displaystyle (m)} i:
{\displaystyle \omega }: Velocitat de rotació del cargol d'Arquimedes (rad/s)
{\displaystyle Q}: Taxa de flux volumètric {\displaystyle (m^{3}/s)}
Basant-se en els estàndards comuns que utilitzen els dissenyadors de cargols d'Arquimedes, aquesta equació analítica es podria simplificar com:
{\displaystyle D_{O}\approx \eta Q^{3/7}}
El valor de η podria determinar-se simplement usant la grafia {\displaystyle \eta } o la grafia {\displaystyle \Theta }. Per determinació de {\displaystyle D_{O}}, altres paràmetres de disseny dels cargols d'Arquimedes es poden calcular fent servir un mètode analític pas a pas.

## Usos
A més del seu ús en els sistemes de regadiu, entre d'altres. S'obté la terra del mar i l'aigua que porta es bomba fora de l'àrea tancada, començant el procés de drenatge de la terra per a la seva ocupació a l'agricultura.
El cargol d'Arquimedes també va ser utilitzat per John Burland, enginyer de sòls, el 2001 per estabilitzar la torre de Pisa. Es van retirar petites quantitats de subsòl saturat d'aigua per sota la part nord de la torre. D'aquesta manera se'n va corregir la inclinació.
És utilitzat a les plantes de tractament d'aigües residuals, ja que han de bregar amb diferents taxes de flux i amb sòlids en suspensió. En fan ús aparells com bufadors de neu o els elevadors de gra. Trobem el mateix principi aplicat a les piscifactories, on els usen per aixecar els peixos de forma segura i transportar-los a un altre lloc. D'aquesta manera, s'evita la manipulació física dels peixos.
No només serveix per transportar aigua, sinó també cossos, com es veu a la imatge (a dalt), en la qual es transporta una bala. S'usa especialment per transportar grans en els sistemes de sitges. Els cargols d'Arquimedes també s'utilitzen en font de xocolata.
Les turbines de cargols d'Arquímedes (AST) són una nova forma de generador per a petites centrals hidroelèctriques que podrien aplicar-se fins i tot en llocs de poca alçada. La baixa velocitat de rotació dels AST redueix els impactes negatius sobre la vida aquàtica i els peixos.